# Boarmia latifascia
Boarmia latifascia là một loài bướm đêm trong họ Geometridae.